# 张家祥 (1918年)
张家祥（1918年—1942年），曾用名张国栋，男，湖北宜昌人，中国共产党早期人物。

## 生平
1933年张家祥毕业于湖北省立第四中学。1934年，在上海仁蚊社担任图书管理员。1935年返回宜昌，在四川中学附属小学及土门垭、黄陵庙、雾渡河小学担任教员。1936年，他与张光瑞、陈鸿儒等人组建马列主义读书会。1937年，他和张光瑞等在宜昌组建中华民族解放先锋队。1938年春加入中国共产党，同年夏在宜昌举办统战工作训练班，之后前往松滋县简易师范（湖北省第四区简易师范学校）工作，同时担任中共松滋县委书记。1939年夏，在四川中学教书，在川中宜昌分校担任教务主任。1940年，宜昌沦陷后，他调往中共建始县委担任组织部长，同年调四川丰都中学任教。1941年，他遭人举报，在丰都中学被军统逮捕，国民党第九战区陈诚授意押回湖北恩施监狱。在军统审查后被处决。。1951年，宜昌市人民政府追认张家祥为革命烈士。

## 家庭
张家祥妻子傅君哲曾为中共党员，后被军统逮捕后投奔国民政府。傅君哲被捕后，丰都县适存女中校长王志五出一百银圆护送张的父亲和妹妹至宜昌，以免遭其家人受军统逮捕。